# أولاد ابراهيم الدزوز (الدزوز)
أولاد إبراهيم الدزوز هو دُوَّار يقع بجماعة دزوز، إقليم قلعة السراغنة، جهة مراكش آسفي في المملكة المغربية. ينتمي الدوّار لمشيخة الدزوز التي تضم 20 دواوير. يقدر عدد سكانه بـ 926 نسمة حسب الإحصاء الرسمي للسكان والسكنى لسنة 2004.

## روابط خارجية
- البوابة الوطنية للجماعات الترابية
- المندوبية السامية للتخطيط